# Pieśń farerska

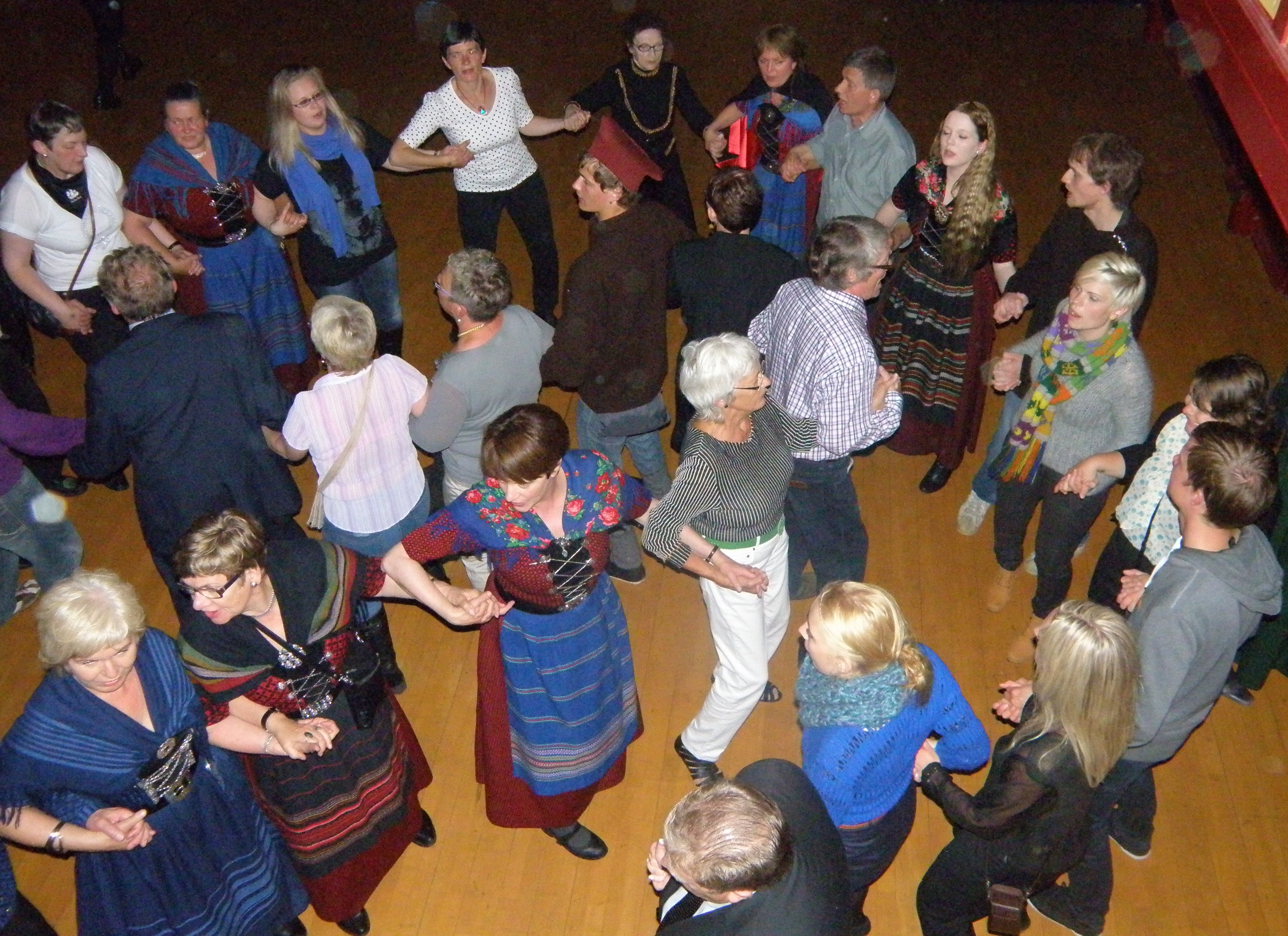
Taniec farerski wykonywany współcześnie podczas festiwalu Ólavsøka w dawnym teatrze Sjónleikarhúsið (Thorshavn, 2011)

Pieśń farerska (far. Føroya kvæði) – ballada epicka, na ogół anonimowego autorstwa, która wyodrębniła się z duńskiej pieśni ludowej (folkevise); od XIII do XIX wieku był to jedyny gatunek literacki funkcjonujący w języku farerskim oraz na Wyspach Owczych. Robert Stiller określił pieśni farerskie jako „wyjątkowo trwały i żywy relikt poezji średniowiecznej”.
Przeważającą formą dla pieśni farerskich są czterowierszowe strofy (zazwyczaj ok. 40–200; do 700 w przypadku cykli) oraz czterowierszowe refreny. Są one śpiewane przez chór trzymający się za dłonie i tańczący w kręgu. Przed rozpowszechnieniem druku strofy śpiewane były tylko przez jedną osobę.
Pierwsze znane spisanie pieśni farerskiej miało miejsce w 1639. Ich publikacją zajmowali się następnie m.in. Jens Christian Svabo, Hans Christian Lyngbye oraz Venceslaus Ulricus Hammershaimb. W 1876 Svend Grundtvig oraz Jörgen Bloch przygotowali, korzystając z cudzych zapisów, zbiór 15 rękopiśmiennych tomów pieśni farerskich z ujednoliconą pisownią (dwa suplementy: w 1896 i 1905), które jako 12 tomów ukazało się w latach 1941–1972 w postaci korpusu pt. „Føroya kvæði: Corpus Carminum Færoensium”, zawierającego zapis 44 tys. zwrotek oraz 26 tys. ich wariantów. 